# 有栖川宮詐欺事件
有栖川宮詐欺事件（ありすがわのみやさぎじけん）は、2003年4月に発生した詐欺事件。
宮家・有栖川宮の祭祀継承者で、高松宮宣仁親王の落胤であると偽った男と、その妃殿下と詐称する女が偽の結婚披露宴を開催し、招待客から祝儀等を騙し取った。

## 概要
2003年（平成15年）4月6日、東京・青山において偽の結婚披露宴を開催し、約400人の招待客から祝儀や記念写真撮影権等で金銭を騙し取った。
同年10月、「有栖川識仁（さとひと）」を詐称した男（当時41歳）と、その「妃殿下」を詐称した女（当時45歳）及びその関係者を警視庁公安部が詐欺罪で逮捕した。
公判中、2人の間には一切の恋愛関係、内縁関係、婚姻関係が存在しなかったと事実認定された。

## 有栖川宮
有栖川宮は江戸時代に創設された宮家であったが、10代目当主の威仁親王が1913年7月5日に嗣子なく薨去したため、旧皇室典範の規定により断絶が確定し、その後、威仁親王妃慰子（やすこ）の薨去により正式に断絶した。有栖川宮家の祭祀は、歴代当主の勲功により大正天皇の特旨をもって、第3皇子の光宮宣仁親王が新たに高松宮家を興した上で継承した。
宣仁親王は1987年2月3日に薨去したが、事件当時は妃の喜久子が存命であったため、有栖川宮の祭祀は引き続き高松宮家で執り行われていた。そのため「有栖川宮の祭祀継承者」というのはあり得ない話だったが、偽の結婚式に出席した石田純一や、エスパー伊東、ダイアモンド☆ユカイ、デーブ・スペクターの妻などの芸能人を含む多くの人が欺かれた。
石田純一は、後に首謀者の1人として疑われ、東京地方検察庁から事情聴取を受けた。また、ラジオプロデューサーを名乗る人物から披露宴の音楽担当と余興を依頼されて出席したダイアモンド☆ユカイは、出演料を受け取りにホテルの一室を訪ねると、室内に無造作に散りばめられたお札の中から出演料を渡されたといい、祝儀から捻出されているのではないかと疑問を持ったという。また、逮捕報道時には「犯人扱いされているみたい」と感じたという。

## 本人歴
被疑者の男性は、『有栖川宮記念事業団』（1990年5月1日設立届出）なる政治団体の代表者「有栖川識仁」（名刺上の肩書では総裁）を自称し、様々な活動を行っていた。同団体は事務所所在地同一のまま1998年に代表者・会計責任者が別人に交替していたが、2002年、団体名を『有栖川記念』に改称すると共に「有栖川識仁」が代表者に復帰し、2003年には京都市内から東京都内に事務所を移転すると同時に会計責任者として「有栖川晴美」が登場し、結審・収監後の2006年に解散した。
また、右翼団体・日本青年社が、男性を名誉総裁に推戴していたが、逮捕前の10月1日に任期満了を理由に退任させられている。
本人は、「京都のホテルのレストランで、高松宮よりご落胤である旨を告げられた」と説明していた。これが事実だとすれば皇位継承順位の高い皇族であるとして、一部の右翼団体が信用する事態になり、警察も看過できない状況になっていたと言われている。しかし皇室典範第6条（旧皇室典範も同様）では、皇位継承順位に列する皇族の要件を、「嫡出の皇子及び嫡男系嫡出の皇孫」と規定しており、本人が言う「ご落胤」では非嫡出子となるため、皇位継承要件は満たさない。

## 裁判
一審（東京地裁）が、2006年7月7日に結審した。検察側は、「皇族への畏敬を利用した大胆不敵な犯行。公判でも、被告人は『殿下』と呼び続けるなど、一切反省していないのは明らかだ」と指摘し、2人に懲役3年を求刑した。同年9月11日に、2人に対し懲役2年2ケ月の実刑判決が下された。判決では詐欺の被害者とされた出席者137名のうち、76名については「本当の皇族ではない事を知っていた」として詐欺罪の成立を認定しなかった（検察側は当初、出席者約320名に対する詐欺で起訴し、公判途中で137名に絞り込む訴因変更を行っていた）。2人とも同年9月25日の控訴期限までに控訴せず、また検察側も控訴しなかったため、一審判決が確定した。

## 現状
朝日新聞2008年1月4日付けの紙面によれば、自称「殿下」の男性は出所しており、自身の政治団体再興を目指し、以前のように「有栖川宮」として活動しているという。
また平成20年度版『政治団体名簿』（政治資金制度研究会編、財団法人地方財務協会刊）によると、2007年5月1日付で京都府宇治市に政治団体『有栖川宮記念』（代表者：有栖川識仁、会計責任者：有栖川晴美）が新規設立届出されている。政治資金収支報告（官報） 参照。

## 東京拘置所による手紙の紛失と週刊新潮の手紙掲載
事件を起こした男女2人は東京拘置所に収監されていた。2004年に男らから同拘置所内の女に対し手紙が送られていたが、この手紙を同拘置所が紛失した。さらに紛失した手紙が週刊新潮に掲載された。このため、男女2人は2007年4月に「精神的苦痛を受けた」として国を相手取り京都地裁に訴訟を起こした。2009年7月9日に同地裁で、国が手紙の流出を認め女に対し解決金150万円を支払い謝罪することで和解が成立した。また、紛失した手紙を掲載した週刊新潮についても、同誌を発行する新潮社を相手取り「精神的苦痛」を理由に京都地裁に慰謝料を求める訴えを起こし、同地裁は2009年10月28日に2人の主張を認め、慰謝料200万円の支払いを新潮社側に命じた。新潮社は控訴していたが、その後2010年3月11日付で大阪高裁で和解が成立した。

## 事件を題材とした作品
- 久世光彦『有栖川の朝』文藝春秋、2005年6月 ISBN 978-4-16-324190-6
- 橋口亮輔監督 『恋人たち』、松竹ブロードウェイキャスティング